# 균형

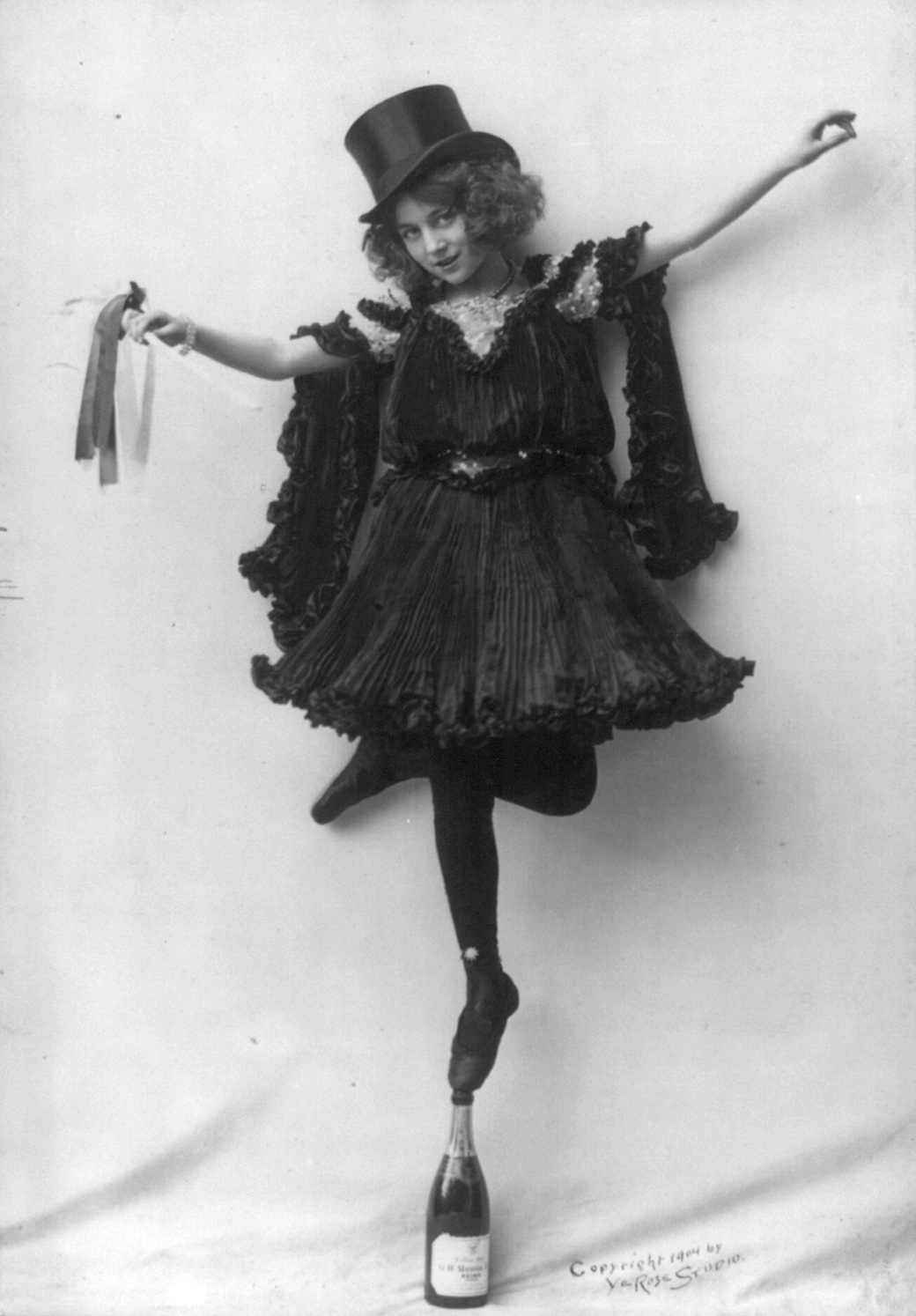
균형을 잡는 능력을 보여주는 여성

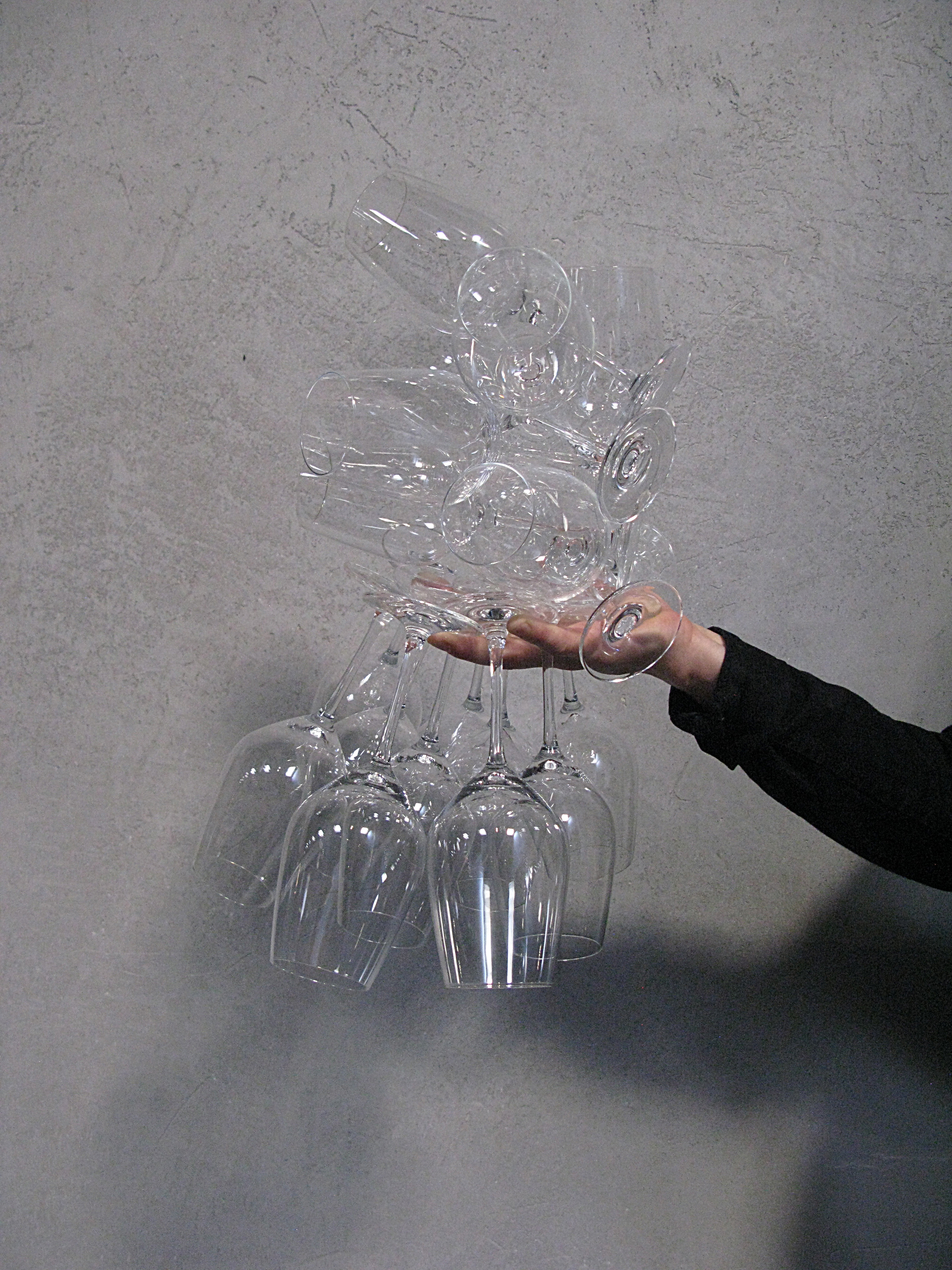
와인잔을 기울이는 웨이터

균형(均衡), 평형(平衡), 밸런스(balance)는 미적인 조형 표현에서 지극히 중요한 조건으로, 작품이 평형을 가짐으로써 비로소 조화 있는 통일감이 얻어진다. 시머트리도 가장 원칙적인 평형이지만, 좌우 또는 상하가 상칭이 아닌 평형인 것도 지극히 많다. 시머트리와 밸런스를 구별하여 사용할 때에는 이와 같은 좌우 또는 상하가 상칭이 아닌 평형일 경우를 말한다. 좌우 상칭이 아닌 평형에는 변화와 움직임의 느낌이 있다. 조형 표현에서의 밸런스는 형의 대소, 성질, 빛깔의 한란(寒暖)이나 명암이나 채도(彩度), 재질감(材質感) 등의 온갖 구성 요소가 평형을 유지하고 있어서 서로 힘을 돕고 있고, 전체로서 긴장된 조화를 유지하고 있음으로써 얻어지게 된다.
추상작품의 좋고 그름을 모를 때 평면작품일 경우에는 그 대각선을 머리속에서 그려보고 나서 그 교점(交點)에서 화면을 매달아 올렸을 때 어느 편에도 기울지 않고 균등하게 화면이 끌려 올라간 듯한 생각이 들면 좋은 작품이라 설명되는 것은 요컨대 그 작품이 밸런스가 유지되어 있는지 어떤지가 평가의 기준이 된다는 말이다.
또한 구상적인 작품이라도 상하, 좌우를 반대로 바꿔 놓고 보면 작품 전체로서 밸런스가 잡혀 있느냐 없느냐를 잘 알 수 있다. 기원전 2000년경의 그리스 조각 '아프로디테'상은 지극히 교묘하게 평형이 유지되어 있다.

## 같이 보기
- 조화